# Elephantorrhiza rangei
Elephantorrhiza rangei é uma espécie vegetal da família Fabaceae.
Apenas pode ser encontrada na Namíbia.
Os seus habitats naturais são: savanas áridas.
Está ameaçada por perda de habitat.